# Aspicilia aliena
Aspicilia aliena är en lavart som först beskrevs av Alexander Zahlbruckner och som fick sitt nu gällande namn av Alfred Oxner. 
Aspicilia aliena ingår i släktet Aspicilia och familjen Megasporaceae. Arten är reproducerande i Sverige.